# Pilar del Río
Maria del Pilar del Río Sánchez Saramago (Castril, 1950) è una giornalista e traduttrice spagnola.

## Biografia
Nel 1986 conobbe lo scrittore portoghese José Saramago che sposò nel 1988. Ha tradotto alcuni suoi romanzi in spagnolo. Dopo alcuni anni vissuti a Lisbona, nel 1993 si trasferì con lo scrittore nelle Isole Canarie, a Tías, sull'isola di Lanzarote, sino al 2010, anno in cui José Saramago morì.
Nel 2010 è stata la protagonista con lo scrittore del film documentario José e Pilar diretto da Miguel Gonçalves Mendes, nel quale vengono descritti alcuni momenti della loro vita privata e professionale.
Con l'editore Alfaguara ha pubblicato il libro José e Pilar con alcune interviste inedite del film. Ricopre la carica di presidentessa della Fondazione José Saramago con sede a Lisbona. Dopo la morte dello scrittore ha chiesto e ottenuto la cittadinanza portoghese.

## Traduzioni in spagnolo delle opere di José Saramago
- Todos los nombres, 1997.
- La caverna, 2000
- El hombre duplicado, 2003.
- Don Giovanni o el disoluto absuelto, 2005.
- Las intermitencias de la muerte, 2005.
- Ensayo sobre la lucidez, 2006.
- El viaje del elefante, 2008.
- Caín, 2009.
- Claraboya, 2011.
- Alabardas, alabardas, Espingardas, espingardas, 2014